# Australorbis
Australorbis is een geslacht van mollusken, dat fossiel bekend is vanaf het Laat-Krijt. Tegenwoordig telt dit geslacht meerdere soorten.

## Beschrijving
Deze posthoornslak heeft een tamelijk dunne, schijfvormige schelp met een sculptuur die is samengesteld uit schuine groeistrepen en in enkele gevallen uit zwakke spiraallijnen. De vorm van de mondopening is driehoekig tot ovaal. De verzonken spira bevat dicht opeenstaande, bolle windingen, die een diepe en wijd open navel vormt. De afgevlakte basis buigt aan de rand met een afgeronde hoek om. Ogenschijnlijk bevat de schelp een linksgewonden spiraal, maar in feite loopt deze rechtsom. De lengte van de schelp bedraagt ongeveer 3 cm.

## Leefwijze
Dit herbivore, mariene geslacht bewoont zoete wateren, zoals meren, moerassen en rivieren. Zeker is dat ze vroeger ook in zoet water hebben geleefd.